# Arne Ileby
Arne Ileby (Fredrikstad, 2 de desembre de 1913 - 25 de desembre de 1999) fou un futbolista noruec de les dècades de 1930 i 1940.
Tota la seva carrera transcorregué al Fredrikstad FK, club amb el qual guanyà la copa noruega els anys 1935, 1936, 1938 i 1940, i dues lligues els anys 1937-38 i 1938-39. Disputà 1 partit amb la selecció de futbol de Noruega, amb la qual guanyà la medalla de bronze als Jocs Olímpics de 1936 i participà en el Mundial de 1938.